# Luis de Grandes Pascual

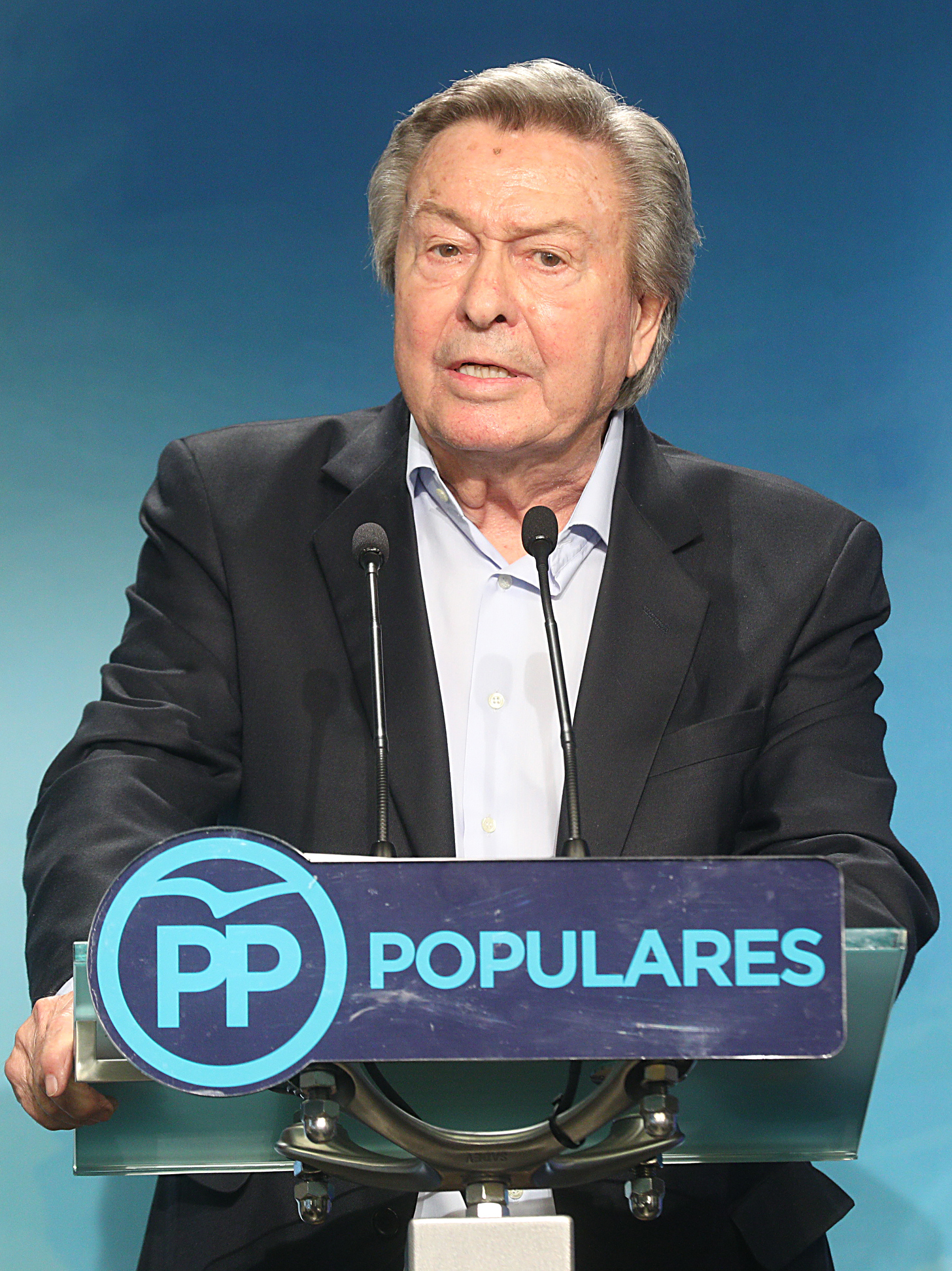
Luis de Grandes Pascual (2018)

Luis de Grandes Pascual (* 27. Januar 1945 in Guadalajara) ist ein spanischer Politiker der konservativen PP und Mitglied des Europäischen Parlaments.
Nach einem Jurastudium an der Universität Complutense Madrid arbeitete de Grandes als Rechtsanwalt in Guadalajara und Alcalá de Henares. Während des spanischen Übergangs zur Demokratie nach der Franco-Diktatur war er Mitglied der gemäßigt konservativen Regierungspartei Unión de Centro Democrático (UCD) und von 1977 bis 1982 Abgeordneter im spanischen Parlament, dessen Präsidium er angehörte. Von 1977 bis 1979 war er zudem Mitglied des Parlamentsausschusses, der die spanische Verfassung ausarbeitete.
Nach dem Zerfall der UCD gehörte de Grandes Anfang der 1980er Jahre der kleinen christdemokratischen Partei Partido Demócrata Popular (PDP) an, deren Generalsekretär er wurde. Später schloss er sich der neuen konservativen Volkspartei Partido Popular (PP) an.
Von 1983 bis 1987 sowie noch einmal von 1991 bis 1995 war de Grandes Mitglied im Regionalparlament von Kastilien-La Mancha, wo er auch Fraktionssprecher der PP war. Von 1986 bis 1989 sowie erneut 1993 bis 2004 war er wiederum Mitglied des spanischen Parlaments. Auch hier übte er während der Regierungszeit von José María Aznar (PP) von 1996 bis 2004 das Amt des PP-Fraktionssprechers aus. Außerdem wurde er in den PP-Parteivorstand gewählt.
Nach der Wahlniederlage der PP 2004 verließ de Grandes das spanische Parlament und wurde bei der Europawahl 2004 ins Europäische Parlament gewählt. Hier war er Mitglied des Vorstands der konservativen Fraktion EVP-ED sowie Mitglied im Ausschuss für Verkehr und Fremdenverkehr. Bei der Europawahl in Spanien 2009 trat er als zweitplatzierter Kandidat auf der Liste der PP an und wurde erneut ins Parlament gewählt.